# 操行0分
《操行0分》，1986年香港電影，葉輝煌執導，馮禮慈編劇，何啟南、林廷康、鄧展鵬、梁少熊、何偉安、劉芊蒂主演。

## 劇情簡介
本片闡述不良少年改過自新的歷程，何大力(何啟南 飾)與他的朋友肉佬(林廷康 飾)及神友(鄧展鵬 飾)乃十七，八歲的年輕人，終日無所事事，常以偷汽車內的物品典賣為業。有一天，三人因被看扁少年犯的警校教官(黃錦江 飾)無意挑釁，為報復而計劃竊取其汽車內的物品，卻失手被擒。及後何大力等三人與偷竊罪少年犯孖池(何偉安 飾)得感化官鍾楚雄(梁少熊 飾)接手感化，引導他們參加單車比賽，希望使他們不再犯事。期間何大力對少女細鈴(劉芉蒂 飾)一見種情，同時，少年警校單車隊之隊長白馬(黃國成 飾)也愛上細鈴，與何大力等人產生衝突。何大力等人在一片看扁少年犯的社會氣氛下，為爭一口氣而參加四人單車團體比賽。

## 演員
| 演員   | 角色                                            |
| 何啟南 | 何大力 (粵語配音：林保全) 阿力、何力、Horlick   |
| 林廷康 | 靳玉盧 肉佬                                     |
| 鄧展鵬 | 陳小友 神友、神油                               |
| 梁少熊 | 鍾楚雄(粵語配音：盧傑) 大雄 感化主任            |
| 何偉安 | 孖池(粵語配音：林國雄)                          |
| 尹靈光 | 基伯(粵語配音：源家祥) 分銷瓶裝石油氣小店的東主 |
| 劉芉蒂 | 細鈴                                            |
| 黃國成 | 白馬 (粵語配音：黃子敬)                         |
| 梁威雄 | 少年警校單車隊隊員(粵語配音：林國雄)            |
| 劉昭文 | 少年警校單車隊隊員                              |
| 黃錦江 | 警校教官(粵語配音：周永光)                      |
| 單蘭桂 | 大鈴                                            |
| 韋烈   | P.P. Chiu (粵語配音：黃子敬) 高級感化主任       |
| 田自義 | 警察                                            |

## 電影歌曲

### 主題曲
| 歌名         | 演唱者   | 作曲   | 填詞   |
| 〈風中奔馳〉 | 凡風樂隊 | 區新明 | 區新明 |

## 電影取景

### 香港
- 香港仔
- 黃竹坑

## 獎項
| 年份 | 頒獎典禮            | 獎項           | 獲提名 | 結果 |
| ---- | ------------------- | -------------- | ------ | ---- |
| 1987 | 第6屆香港電影金像獎 | 「最佳新演員」 | 何啟南 | 提名 |

## 外部連結
- 香港影庫上《操行0分》的資料（繁體中文）
- 互联网电影数据库（IMDb）上《操行0分》的资料（英文）